# 上海美术电影制片厂
上海美术电影制片厂（简称上美影）位于中国上海市，成立于1957年4月，是中国历史最悠久的动画制片厂之一，其同时也制作木偶、剪纸、折纸等手工艺，1995年与其他制片厂合并为上海电影集团公司。上海美术电影制片占地10611平方米，建有动画 、剪纸、行政工作楼和木偶摄影棚，是中国大陸摄制美术片的主要基地。前身是东北电影制片厂的卡通股，1949年成立美术片组，次年迁到上海隶属上海电影制片厂。建厂后共摄制美术片428部，占中国大陸美术片产量80%以上，逐渐形成了中国动画的风格，包括《大闹天宫》、《哪吒闹海》、《天书奇谭》、《黑猫警长》、《葫芦兄弟》等经典作品。在所有的美术片中，有48部美术片先后在国内69次获奖；有45部美术片在国际上73次获奖。

## 历史
1947年，朱士杰在苏州美术专科学校创立中国第一个动画系专业。该动画系成为新中国成立后上海美术电影制片厂的前身。
1957年4月1日，上海美影厂正式成立，万氏兄弟回到了上海，加入美影厂。
上海美影厂探民族风格之路，除题材、立意、形象、布景外，还为开拓新美术片种类，做出了杰出贡献。该厂1958年拍摄了第一部剪纸动画《猪八戒吃西瓜》；1960年摄制了第一部水墨动画《小蝌蚪找妈妈》（该片5次在国际电影节上获奖）；同年，又拍出了第一部折纸动画《聪明的鸭子》。
美影厂曾停止创作10年，粉碎“四人帮”后，1979年重新创作了《哪吒闹海》作为建国30周年的献礼。
1980年代，美影厂一共创作了100多部影片，并且举办了两次上海国际动画电影节。1993至1995年，制片厂全年拍摄的动画片约500分钟左右，仍然不能满足播放需求。1995年制片厂重组改革与其他公司合并成立上海电影集团公司，期间曾与上海电视台为一个机构两块牌子。到2000年制片厂一年的制作长度达到5000分钟。
2020年5月24日，上海美术电影制片厂启用新标志，由孙悟空标志性的反手瞭望动作和“上”、“美”、“影”三个字的书法组成。
2020年9月10日，上海美术电影制片厂告十万个冷笑话侵权，获赔50万元。
2022年9月，上海美术电影制片厂与周深、腾讯音乐娱乐集团联合推出歌曲美美，是中国动画百年纪念曲。2023年1月，为致敬中国动画诞生100周年，由上海美術電影製片廠出品的國風動畫短片合集《中國奇譚》在內地影片網站嗶哩嗶哩（bilibili）熱播，截至6月12日，前三集播放量已突破6400萬。

## 历任厂长
- 特伟
- 严定宪
- 周克勤
- 常光希
- 金国平
- 方润南
- 速达

## 上海国际动画电影节
上海国际动画电影节是上海美术电影制片厂主办的动画电影节，是由国际动画协会ASIFA认证的中国第一个A类电影节。共举办两届：1988年第一届上海国际动画电影节，1992年第二届上海国际动画电影节。
1988年，第一届上海国际动画电影节分为两类评委：一类是终审评委：由手冢治虫、英国动画导演约翰·哈拉斯（John Halas ）、上美影导演靳夕担任终审评委。第二类初审评委：张松林、钱运达、美国的动画艺术家大卫·艾力克、瑞士的乔治·舒茨格贝尔。入围的影片有《山水情》《新装的门铃》《草地上的早餐》《鳄鱼街》《红色的梦》。
1992年12月第二届上海国际动画电影节举行，本届动画电影节共收到来自37个国家的354部影片，来自19个国家59部影片入选参加正式比赛,14个国家25部影片参加赛外展映。

### 引用
1. ↑  . 新京报. 2022-12-15  [2023-12-31]. （原始内容存档于2023-12-31）.
2. 1 2  . 新浪. 2002年5月31日. （原始内容存档于2020年11月3日）. （页面存档备份，存于）
3. ↑  . 新华网. 2008年2月28日. （原始内容存档于2015年12月22日）. （页面存档备份，存于）
4. ↑  . js.ifeng.com.   [2018-11-28]. （原始内容存档于2020-11-03）. （页面存档备份，存于）
5. ↑  . 腾讯动漫. 2010年2月5日. （原始内容存档于2018年10月3日）. （页面存档备份，存于）
6. 1 2  . 中国国际动漫网. 2013-11-15. （原始内容存档于2020-11-03）. （页面存档备份，存于）
7. ↑  . 上海市地方志办公室.   [2023-12-29]. （原始内容存档于2023-12-29）.
8. ↑  新民晚报. . 新浪. 2001年8月23日. （原始内容存档于2020-11-03）. （页面存档备份，存于）
9. ↑  . 搜狐. 2020年5月28日  [2022年8月30日]. （原始内容存档于2022年8月30日）.
10. ↑  李菁；邵勋；陈腾云. . 澎湃新闻. 2020-09-09  [2022-05-19]. （原始内容存档于2022-05-19）.
11. ↑  . 中国新闻网. 2022-09-29  [2025-02-09]. （原始内容存档于2023-02-08）.
12. ↑  . 人民网.   [2025-02-09]. （原始内容存档于2023-06-03）.
13. 1 2 3  傅广超. . 当代动画. 2021-07-22, (2021(03))  [2025-07-26].
14. ↑  王永钧. . 电影评介.   [2025-07-26].